# A danas, Apokalipsa!
A danas, Apokalipsa! je epizoda Dilan Doga objavljena u Srbiji u svesci #191. u izdanju Veselog četvrtka. Na kioscima se pojavila 29. septembra 2022. Koštala je 350 din (2,9 €; 3,36 $). Imala je 94 strane. Sveska je bila u boji i imala četiri različite naslovne strane.

## Originalna epizoda
Originalna epizoda pod nazivom E ora, l'Apoicalisse! objavljena je premijerno u #400. regularne edicije Dilana Doga u Italiji u izdanju Bonelija. Izašla je 27. decembra 2019. Sveska je izašla sa četiri različite naslovne stranice koje su nacrtali Anđelo Stano, Korado Roi, Điđi Kavenađo i Klaudio Vila. Scenario je napisao Roberto Rekioni, a epizodu su nacrtali Anđelo Stano i Korado Roi. Koštala je 4,4 €.

## Kratak sadržaj
Nakon udara Meteora o Zemlju, Dilan se budi i zaključuje da je još uvek u Londonu. Sa Gručom (kojeg oslovljava kao Nostromo) se ukrcava na galiju koja ga čeka ispred stana i kreće u potragu za svrhom. Dilan nije svestan sebe, već igra ulogu kapetana broda. Paralelno, radnja prati dileme Anđela Stana (dugo bio glavni crtač serijala), koji ne prati verno radnju epizode koju mu je uputio Ticijano Sklavi (autor serijala i glavnog lika). Iako Dilan pristaje na Ostrvo lobanja i suočava se sa armijom zombija, Stano ga suočava sa džinovskom nagom lepoticom koja namerava da ih pojede. Pošto joj pobegnu, Dilan i Gručo na ostrvu nailaze na Dilanovu havarisanu Bubu. Brod stiže na sablasno mesto gde se Dilan najpre sukobljava sa samim sobom, a potom sreće Majku bolesti (v. ep. Mater Morbi) koja ga vodi do Njega. U konačnom sukobu, Dilan Ga pobeđuje i najavljuje novi početak. Poslednje dve stranice (nacrtao Roi) najavljuju početak naredne epizode Crna zora.

## Odbrojavanje do udara meteora
Ovom sveskom se zvanično završava era Meteora koja je počela u #178. Nakon ove epizode, serijal Dilan Doga je resetovan.

## Premijerno izdanje ove epizode
Veseli četvrtak je već ranije (19. novembra 2020) objavio ovu epizodu kao kolekcionarsko izdanje u boji na A4 formatu.

## Literarne, umetničke, filmske i stripske reference
Naslov epizode je očigledna aluzija na film režisera F. F. Kopole Apokalipsa danas iz 1979. godine. Ne početku epizode, Dilan parafrazira kap. Vilarda (kojeg igra Martin Šin) kada kaže „London, sranje.” (U filmu, Vilard kaže „Sajgon, sranje”.) Ceo drugi deo epizode, kada Dilan stiže na ostrvo sa pećinom u obliku ljudske glave je (str. 72-96) predstavlja interpretaciju poslednjge dela filma.
Strukturno, priča je napravljena po obrascu na knjigu Srce tame iz 1899. godine Džozefa Konrada (1857—1924). Ova knjiga bila je inspiracija za film Apokalipsa danas, koji je sam takođe služila kao još snažniji uzor za ovu epizodu.
Gručo (koji se nakon ove epizode neko vreme neće pojavljivati u regularnim epizodama serijala) nosi ime Nostroma i igra ulogu vođe palube broda s kojim Dilan kreće na put. Ime Nostromo je takođe preuzeto uz istoimenog romana Džozefa Konrada iz 1904. godine. Ticijano Sklavi, koji se na kraju epizode pojavljuje kao pukovnik Kurc (kojeg u filmu Apokalipsa danas igra Marlon Brando) liči na Kingpina u izvedbi marvelovog crtala Bila Sijenkijevića. Scene u u kojima Dilan drži glavu čoveka kojeg je upravo pogubio su referenca na Karavađov Davida, koji u ruci drži Golijatovu glavu.

## Koncept meta-stripa
Kao i druge jubilarne epizode (Morgana, Porodični portret), i ova je predstavljena kao meta-priča (tj. meta-strip). Koncept meta-stripa podrazumeva da se paralelno sa glavnom radnjom, u nekom drugom univerzumu dešava druga radnja koja je proizvod mašte autora stripa ili nedefinisane osobe. Ovakav pristup korišćen je i u nekim „običnim” kao što je Priča ni o kome. Anđelo Stano (jedan od najvažnijih crtača serijala) se pojavljuje kao paralelni narator, te u dijalogu sa samim sobom, razmišlja o smislu i scenariju epizode, preskaćući „manje zanimljive delove”. Samo-ironično, Stano ismeva pristup meta-narativa tako što kaže: „Kakva banalnost, svaki put kada se radi neki jubilarni broj dobijemo meta-strip.” (str. 24) Ovakav obrazac pojavljuje se i u ranijim jubilarnim epizodama Moragana i Porodični portret, ali Stano se ovde pojavljuje kao crtač i scenarista Krandal Rid (1917—1982).

## Značaj epizode
Ova epizoda predstavlja prekretnicu u serijalu. Cilj R. Rekionija, glavnog urednika serijala od 2012. godine, bio je da se odvoji od koncepta koji je utemeljio tvorac lika Ticijano Sklavi. U poslednjoj sceni Sklavi je predstavljen kao čovek planinskih dimenzija, čime scenarista sugeriše da je njegov značaj ekvivalentan veličini koju ima planina. Međutim, Dilan na kraju ubija svog tvorca, čime se serijal završava, a nakon njega počinje novi. (Od broja #192, serijal počinje iz početka.)

## Prethodna i naredna epizoda
Prethodna sveska nosila je naslov Upravo venčani (#190), a naredna Crna zora (#192). (Narednih šest epizoda (#192-198) objavljene su prethodno u dva kolekcionarska izdanja Dilan Dog 666. Prvi tom i Drugi tom.)